# 美丽岛 (陶尔米纳)

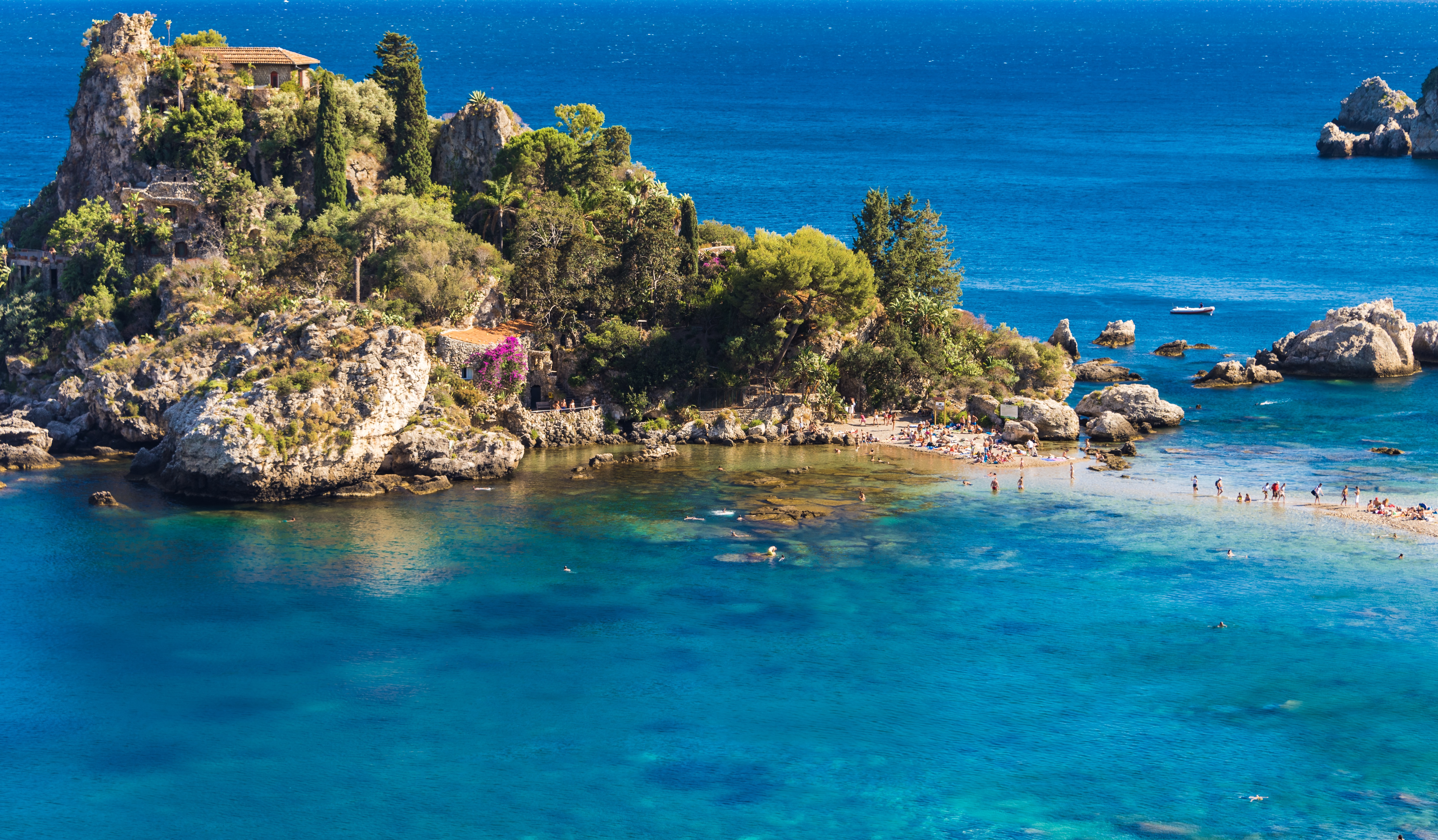
美麗島

美丽岛（義大利語：Isola Bella；西西里语：Ìsula Bedda）是爱奥尼亚海一个小海湾内的一个小岛，靠近意大利南部西西里大区的陶尔米纳。在1990年之前，它一直是弗洛伦斯·特雷维扬的私有财产，当时由西西里大区收购，并将其变成自然保护区, 由世界自然基金会的意大利分支机构管理。该岛与大陆海滩之间有一条狭窄的小径，经常将二者连接起来。该岛被海洞环绕，有一个小而多岩石的海滩，是日光浴者的热门目的地。

## 历史
1806年，两西西里国王费迪南多一世将该岛赠予了附近的市镇陶尔米纳。1890年，特里维扬从市政府买下了这座岛，他建造了一座面向大海的小房子，并进口了异国植物，这些植物在地中海气候中茁壮成长。后来的所有者继续经营这座岛屿，直到所有者破产，于1990年拍卖了这座岛屿。早在1983年，该岛受到保护主义者的注意, 很快被大区获得，并被指定为受保护的自然区。该岛是几种鸟类和蜥蜴的家园。

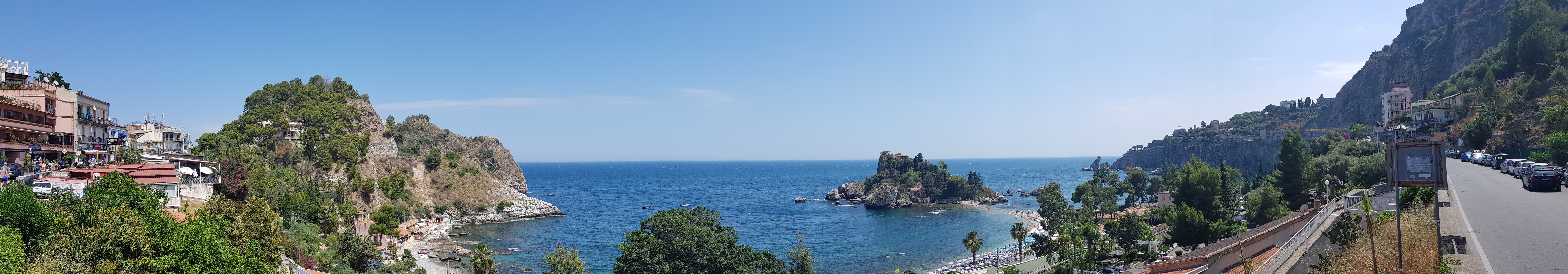
美麗島全景圖